# Craig Buck
Craig Werner Buck (Los Angeles, 24 agosto 1958) è un ex pallavolista ed ex giocatore di beach volley statunitense.
Impiegato in campo come centrale, dotato di grande elevazione e ottimo a muro, si fece apprezzare anche per le battute, il palleggio la ricezione. Fu titolare della nazionale statunitense che nel quadriennio 1984-1988 dominò la scena della pallavolo internazionale. Entrato a far parte della prestigiosa Volleyball Hall of Fame nel 1998, è stato considerato da molti il miglior centrale di tutti i tempi.

## Carriera

### Squadre giovanili
Nato a Tarzana, sobborgo di Los Angeles, si mise in mostra nel campionato scolastico cittadino nelle file della Taft High School, guadagnandosi un riconoscimento speciale nell'anno di esordio, il 1975. Nel 1977 entrò a far parte della nazionale juniores, con la quale giocò fino al 1979 affermandosi a livello internazionale. Fu nominato Most Valuable Player ai Campionati Nazionali AAU e a quelli juniores statunitensi nel 1978. L'Università di Pepperdine pagò un esborso considerevole per inserirlo nella propria squadra, gli Waves, che Buck guidò alle finali regionali. Con gli Waves fu nominato All-American nel 1980 e nel 1981.

### Nazionale
Nonostante la pallavolo fosse nata negli Stati Uniti, fino agli anni ottanta la nazionale locale non aveva conseguito alcun risultato di rilievo a livello mondiale. In vista delle Olimpiadi di Los Angeles 1984, la federazione statunitense inaugurò nel 1981 il National Training Centre di San Diego, dove vennero radunati i migliori pallavolisti del Paese per prepararsi all'evento. Fu così che nacque una delle più forti nazionali di tutti i tempi, e Buck fu fin dall'inizio una delle colonne portanti della squadra. Negli anni successivi, Buck e i suoi compagni si dedicarono completamente alla nazionale, allenandosi quattro ore al giorno per cinque giorni alla settimana.
Il primo grande trionfo giunse ai Giochi di Los Angeles, la città natale di Buck, che gli Stati Uniti vinsero sconfiggendo 3-0 in finale il Brasile. Negli anni successivi continuarono ad arrivare successi a ripetizione, tra cui i più importanti furono la Coppa del Mondo del 1985 in Giappone, il Campionato mondiale del 1986 in Francia e, a suggello di un indimenticabile quadriennio, la conferma sul gradino più alto del podio ai Giochi di Seul del 1988. Il trionfo coreano chiuse il ciclo d'oro della nazionale, con la quale Buck giocò fino al 1992 senza ottenere altri risultati di rilievo.

### Carriera professionistica all'estero
Nel 1988 iniziò in Italia la carriera professionistica con la Olio Venturi Spoleto, esordiente in Serie A1, che in quella stagione si salvò finendo decima. L'anno seguente, Buck si trasferì in Francia per giocare una sola stagione con lo Stade Poitevin, e nel 1990-1991 tornò in Italia, questa volta nelle file del Charro Padova. Fu quella una delle migliori stagioni della squadra veneta, che giunse quarta nella regular season, cedendo nei quarti di finale dei play-off alla Sisley Treviso. Si ritirò dai parquet della pallavolo alla fine del 1991, dopo una breve apparizione nel campionato giapponese con i Matsushita Electric di Osaka.

### Carriera nel Beach Volley a 4 negli Stati Uniti
Craig Buck concluse la sua carriera agonistica giocando nel circuito professionistico statunitense di beach volley a quattro giocatori per squadra. Iniziò questa nuova attività alla fine del 1991 e si ritirò definitivamente dallo sport nel 1997, dopo aver ottenuto buoni risultati anche in questa disciplina.

## Palmarès

### Club
- NCAA Division I: 1

1978

### Nazionale (competizioni minori)
- Giochi panamericani 1987